# Гърбище
Гъ̀рбище е село в Южна България, община Ардино, област Кърджали.

## География
| Население по години | Население по години |
| ------------------- | ------------------- |
| 1934 г.             | 820 души            |
| 1946 г.             | 885 души            |
| 1956 г.             | 969 души            |
| 1975 г.             | 995 души            |
| 1985 г.             | 707 души            |
| 1992 г.             | 307 души            |
| 2001 г.             | 213 души            |
| 2011 г.             | 163 души            |
| 2019 г.             | 233 души            |

Село Гърбище се намира в най-източната част на Западните Родопи, на 5 – 10 km западно от границата им с Източните Родопи. Разположено е по дългата плавна седловина на бѝло с направление север – юг и може би на тази релефна форма на „гърба на планината“ се дължи името Гърбище. Надморската височина при джамията в южния край на селото е около 910 m.
На около 4 km южно от Гърбище, отвъд долината на Джебелска река, се намира връх Алада, а на около 4 km на изток-югоизток – село Мак.

## История
Селото – тогава с име Сърт кьой – е в България от 1912 г. Преименувано е на Гърбище с министерска заповед № 3775, обнародвана на 7 декември 1934 г.
Към 31 декември 1934 г. село Гърбище се е състояло от махалите Зимище (Къшлалък махле), Медя (Ходжа махле), Мушково (Делихълар махле), Обядник (Ракъм махле), Поклек (Мехмед Ходжалар махле), Почивало (Рам махле) и Руище (Юрен махле).
Във фондовете на Държавния архив Кърджали се съхраняват документи на/за Народно основно училище – с. Гърбище, Кърджалийско от периода 1949 – 2002 г. при следните промени в наименованието на фондообразувателя:
- Начално училище – с. Гърбище, Кърджалийско (1944 – 1951);
- Народно основно училище – с. Гърбище, Кърджалийско (1951 – 1970);
- Основно училище „Вела Пеева“ – с. Гърбище, Кърджалийско (1970 – 2000);
- Основно училище „Йордан Йовков“ – с. Гърбище, Кърджалийско (2000 – 2002).

## Население
Преброяване на населението през 2011 г.
Численост и дял на етническите групи според преброяването на населението през 2011 г.:
|                     | Численост | Дял (в %) |
| Общо                | 163       | 100,00    |
| Българи             | 0         | 0,00      |
| Турци               | 162       | 99,38     |
| Цигани              | 0         | 0,00      |
| Други               | 0         | 0,00      |
| Не се самоопределят | 0         | 0,00      |
| Неотговорили        | 1         | 0,61      |

## Религии
Изповядваната в село Гърбище религия е ислям.

## Обществени институции
Село Гърбище към 2020 г. е център на кметство Гърбище, което обхваща селата Гърбище и Мак.
Молитвеният дом в село Гърбище е джамия.

## Културни и природни забележителности
Северно от Гърбище се намира на около 2 km тракийската крепост „Калето“, а на около 2,5 km – тракийското светилище „Орловите скали“.

## Редовни събития
Всяка година напролет на връх Аладà се извършва молебен ритуал.

## Кухня
Автентичен специалитет от стъргани картофи и кромид лук. Ястието се нарича Газма.